# 比利亚索佩克
比利亚索佩克，是西班牙卡斯蒂利亚-莱昂布尔戈斯省的一个市镇。总面积12平方公里，总人口75人（2001年），人口密度6人/平方公里。